# PayPal Park
PayPal Park (trước đây có tên gọi là Sân vận động Avaya và Sân vận động Earthquakes) là một sân vận động dành riêng cho bóng đá ở San Jose, California, Hoa Kỳ và là sân nhà của San Jose Earthquakes thuộc Major League Soccer. Sân vận động nằm trên địa điểm Airport West nằm ở phía tây của Sân bay quốc tế San Jose.
PayPal Park chính thức được khánh thành vào ngày 27 tháng 2 năm 2015 và có sức chứa khoảng 18.000 chỗ ngồi. Ban đầu sân được tài trợ bởi Avaya, có trụ sở chính ở Santa Clara gần đó. Sân vận động có mái che và một số chỗ ngồi có độ dốc lớn nhất trong Major League Soccer để cung cấp tầm nhìn tốt hơn. Ngoài ra, khu vực phía đông bắc ở phía sau khung thành có quán bar ngoài trời lớn nhất ở Bắc Mỹ, khu fan zone rộng 2 mẫu Anh (0,81 ha) và bảng điểm video hai mặt. Các dãy phòng điều hành và chỗ ngồi của câu lạc bộ được lắp đặt trên tầng mặt sân. Sân vận động này là một phần của dự án phát triển khu dân cư, bán lẻ, R&D và tổ hợp khách sạn.
Sân vận động này được xây dựng hoàn toàn bằng vốn tư nhân. Ngoài ra, Lewis Wolff, chủ sở hữu của San Jose Earthquakes, đã đề nghị trả tiền bảo trì sân vận động trong khoảng thời gian 55 năm. Ban đầu, ban tổ chức đội đã hoãn ngày hoàn thành đến giữa mùa giải MLS 2014, nhưng sau đó lại hoãn đến mùa giải 2015. Mẫu ghế bao gồm ba sắc thái khác nhau của màu xanh dương cũng như những chiếc ghế màu đỏ để bày tỏ lòng kính trọng đối với lịch sử của câu lạc bộ trong NASL. Ngoài ra, mẫu có chứa thông báo "Go EQ" được viết dưới dạng nhị phân.